# Suzuka Ōgo
Suzuka Ōgo (jap. 大後 寿々花, Ōgo Suzuka; * 5. August 1993 in der Präfektur Kanagawa, Japan) ist eine japanische Schauspielerin.

## Lebenslauf
Ōgo begann 2000 mit dem Schauspielern, indem sie in die Kinderschauspieltruppe Gekidan Himawari eintrat. Sie trat ebenfalls in verschiedenen Fernsehfilmen und Werbespots auf.
Anfang des Jahres 2005 hatte sie ihr Debüt in dem japanischen Kinofilm Kita no Zeronen, wo sie neben Ken Watanabe mitwirkte. Im Dezember debütierte sie in Hollywood mit der Rolle der jungen Chiyo bzw. Sayuri in dem Film Die Geisha.
2006 hat sie den Film Ode an die Freude (Baruto no gakuen) abgedreht. Das Historiendrama spielt zur Zeit des Ersten Weltkrieges. Ōgo spielt darin ein Mädchen deutscher Abstammung, das auf der Suche nach seinem deutschen Vater ist, der sich auf einem Kriegsgefangenenlager in der Präfektur Tokushima auf der Insel Shikoku befinden soll.
Im Jahr 2008 sprach sie als Seiyū die Rolle von Hana „Hatchin“ Morenos in Michiko to Hatchin.

## Filmografie

### Dorama
- 2002: Gokusen (ごくせん)
- 2002: Hito ni Yasashiku (人にやさしく)
- 2003: Ai no Ie – Nakimushi Sato to Shichinin no Ko (愛の家～泣き虫サトと7人の子～)
- 2003–2004: Dr. Koto Shinryōjo (Dr.コトー診療所)
- 2004: Dr. Kotō: Shinryojō 2004 (Dr.コトー診療所2004)
- 2005: Aikurushī (あいくるしい)
- 2006: Shibō Suitei Jikoku (死亡推定時刻)
- 2006: Dr. Kotō Shinryōjo 2006 (Dr.コトー診療所2006)
- 2007: Sexy Voice and Robo (セクシーボイスアンドロボ)
- 2007: Galileo (ガリレオ)
- 2007: Churaumi Karano Nengajyou (美ら海からの年賀状)
- 2008: Hitomi (瞳)
- 2008: Sibatora – Dōgaokeiji・Sibata Taketora (シバトラ～童顔刑事・柴田竹虎～)

### Anime
- 2008: Michiko to Hacchin

### Filme
- 2003: Ultraman Cosmos vs Ultraman Justice: The Final Battle (ウルトラマンコスモスVSウルトラマンジャスティス THE FINAL BATTLE)
- 2005: Kita no Zeronen (北の零年)
- 2005: Die Geisha (Memoirs of a Geisha)
- 2006: Ode an die Freude (バルトの楽園, Baruto no Gakuen)
- 2007: Tōku no Sora ni Kieta (遠くの空に消えた)
- 2008: Gūgū Datte Neko de Aru (グーグーだって猫である)
- 2008: Kamuigaiden (カムイ外伝)